# 김경환 (야구인)
김경환(金敬煥, 1970년 7월 11일 ~ )은 KBO 리그 롯데 자이언츠의 투수였다.
마산중, 마산고, 경성대를 거쳐 1993년 1월 계약금 9000만 원으로 롯데에 입단했는데 우투우타이고 등번호는 47번이었다.
어깨부상으로 2군에 있다가 1995년에 데뷔하였고 그해 포스트시즌 명단에 들어가서 활약하였다.
1995년 한국시리즈에서 3경기등판에 2승 방어율 0을 기록하였으며  만약 롯데가 그해 우승했더라면 그가 MVP가 될수도 있었는데 다음 해인 1996년 시즌 전 마무리로 낙점됐지만    어깨부상이 재발하여 1997년까지 한 차례도 뛰지 못했고 결국 1998년 시즌 전 임의탈퇴선수로 공시되어  은퇴했다.

## 출신학교
- 성호초등학교
- 마산중학교
- 마산고등학교
- 경성대학교 (1989학번)

## 통산 기록
| 연도 | 소속  | 경기 | 완투 | 완봉 | 승 | 패 | 세이브 | 홀드 | 이닝   | 타자 | 피안타 | 피홈런 | 4구 | 사구 | 탈삼진 | 실점 | 자책점 | 승률  | 평균 자책 | 기타 |
| ---- | ----- | ---- | ---- | ---- | -- | -- | ------ | ---- | ------ | ---- | ------ | ------ | --- | ---- | ------ | ---- | ------ | ----- | --------- | ---- |
| 1995 | 롯데  | 9    | 0    | 0    | 1  | 1  | 0      | 0    | 18 1/3 | 77   | 19     | 2      | 6   | 0    | 16     | 12   | 12     | 0.500 | 5.89      |      |
| 통산 | 1시즌 | 9    | 0    | 0    | 1  | 1  | 0      | 0    | 18 1/3 | 77   | 19     | 2      | 6   | 0    | 16     | 12   | 12     | 0.500 | 5.89      |      |

1. ↑  “투수 김경환...입단후 2년 어깨부산 고정”. 국제신문. 1995년 10월 19일. 2021년 6월 12일에 확인함.
2. ↑  “투수 김경환...입단후 2년 어깨부산 고정”. 국제신문. 1995년 10월 19일. 2021년 6월 12일에 확인함.
3. ↑  “롯데 철벽마운드 구축한다 ...김용희감독 97승리 자신감”. 국제신문. 1996년 2월 23일. 2021년 6월 12일에 확인함.
4. ↑  “《스타 이야기》”. 국제신문. 1998년 3월 18일. 2021년 6월 12일에 확인함.